# Саченюк, Геннадий Ксенафонтович
Генна́дий Ксенафо́нтович Саченю́к (род. 24 декабря 1967, Горностаевка, Херсонская область, Украинская ССР, СССР) — российский военный дирижёр и музыкант, полковник. Начальник — художественный руководитель Академического ансамбля песни и пляски Российской Армии имени А. В. Александрова с 2017 года. Заслуженный артист Российской Федерации (2019), народный артист Республики Северная Осетия — Алания (2015).

## Биография
Геннадий Ксенафонтович Саченюк родился 24 декабря 1967 года в посёлке Горностаевка Херсонской области УССР. В 1986 году окончил Херсонское государственное музыкальное училище по классу тромбона.
С 1986 по 1991 год — курсант Военно-дирижёрского факультета при Московской государственной консерватории имени П. И. Чайковского.
По окончании обучения проходил службу на военно-дирижёрском факультете на должностях: военного дирижёра, начальника учебного оркестра, помощника начальника учебного отдела и начальника лаборатории технических средств обучения (начальника студии звукозаписи).
С 29 декабря 2000 года проходит службу в Академическом ансамбле песни и пляски Российской Армии имени А. В. Александрова: заместитель начальника ансамбля (с 29 декабря 2000), художественный руководитель (с 13 сентября 2013, врио с 29 октября 2012), заместитель начальника ансамбля — художественного руководителя (с 7 июня 2016).
Приказом Министра обороны Российской Федерации 24 марта 2017 года назначен начальником — художественным руководителем Ансамбля песни и пляски Российской Армии имени А. В. Александрова.
Внёс значительный вклад в возрождение коллектива после гибели основного состава ансамбля в авиакатастрофе самолёта Ту-154 над Чёрным морем в декабре 2016 года.
Автор многих оркестровок и произведений для солистов, хора и балета ансамбля.

## Награды и звания
- Медаль ордена «За заслуги перед Отечеством» II степени,
- Медаль «За воинскую доблесть» II степени,
- Медаль «За укрепление боевого содружества»,
- Медаль «Участнику военной операции в Сирии»,
- Медали СССР,
- Медали РФ,
- Заслуженный артист Российской Федерации (13 сентября 2019),
- Заслуженный работник культуры Российской Федерации (2003),
- Народный артист Республики Северная Осетия — Алания (2015).
- Нагрудный знак ЦДРА «За заслуги в военной культуре» (2024)[1].